# Jean-Pierre Coopman
Jean-Pierre Coopman (nacido el 11 de julio de 1946 en Ingelmunster) es un boxeador belga retirado que es conocido por su pelea por el título contra Muhammad Ali en 1976, que Ali ganó por KO en el quinto asalto.

## Juventud
Jean-Pierre Coopman nació el 11 de julio de 1946 en la comunidad flamenca (norte de Bélgica) de Ingelmunster. Al comienzo de su vida, mostró interés por el arte. Su padrastro le enseñó a esculpir, y el primer trabajo totalmente pagado de Coopman fue como cortador de piedras. El corte de piedra que aprendió en la infancia fue concretamente el de un artesano. Sus habilidades se utilizaron, entre otras cosas, en reparaciones de iglesias medievales de Bélgica, en particular, la Iglesia de San Nicolás en Gante. Al tener que realizar una especie de preservación histórica, utilizando y aplicando herramientas de este antiguo período, Coopman desarrolló una gran fuerza en sus brazos y manos. 
Ya de adulto parece haber sido un amante de la vida nocturna, pero luego de entrenar varias veces con Gilbert Montagne, un destacado peso mediano belga, éste le recomendó que buscara una carrera en el cuadrilátero, o al menos que lo intentara. Según las propias palabras de Coopman, una vez que tomó esa decisión, dejó por lo menos de fumar. 

## Carrera en el cuadrilátero
Aunque es más conocido en el ámbito boxístico  como un oponente de Muhammad Ali, Coopman ya tenía media década boxeando, antes de que se le concediera la oportunidad de pelear con "El más grande". Comenzó en el boxeo aficionado, ascendiendo rápidamente hasta llegar al Campeonato Europeo en 1971, donde fue eliminado por un boxeador soviético mucho más experimentado (315 peleas). Se volvió profesional, en 1972. 
Coopman comenzó sus primeros peleas principalmente en Bélgica, aunque se encuentra registrado que al principio ganó una pelea contra Harald Skog, en Oslo, Noruega. Coopman perdió (por decisión) contra Rudie Lubbers de los Países Bajos, en 1973. El primer registro de Coopman muestra una victoria por descalificación contra Terry Daniels, quien también recibió una oportunidad por el título durante su carrera, contra Smokin' Joe Frazier ("El fumador Joe Frazier"), en enero de 1972. A pesar de esas derrotas, Coopman se hizo popular entre sus compatriotas belgas, y en 1975, se dedicó al boxeo como carrera a tiempo completo; la compañía que lo había empleado para esculpir, entonces le pagó para que boxeara. 
Se decía que Coopman era uno de los boxeadores menos merecedores para luchar por el título de peso completo. Ali acababa de participar en su tercera pelea con Joe Frazier, el "Suspenso en Manilla", un combate al que Ali llamó más tarde "lo más cercano a la muerte". Comprensiblemente, el campeón quería un oponente "fácil". La pelea se llevó a cabo casi por casualidad, ya que la promoción recayó en George Kanter, un belga de nacimiento. Kanter, después de estudiar el escenario europeo, se contactó con Charles de Jager, gerente de Coopman, y entonces se coordinó la pelea. Coopman, desconocido fuera de Bélgica, se vio abrumado por esta repentina fama. Ali era un héroe para él, y estaba agradecido por una oportunidad por el título. 
Coopman fue apodado "El león de Flandes" por la prensa occidental, pero nunca se había llamado así. Se pensaba que el nombre estaba relacionado con el cumpleaños de Coopman, el 11 de julio, que es un feriado nacional en Flandes que marca una victoria militar sobre los franceses, en 1302. 
La pelea tuvo lugar en San Juan, Puerto Rico, el 20 de febrero de 1976 en el Coliseo Roberto Clemente; la pelea no fue transmitida por los medios belgas, ya que la tierra natal de Coopman fue la primera nación en prohibir las transmisiones de boxeo. CBS Sports transmitió la pelea en los EE. UU. de forma gratuita, en horario de máxima audiencia. La pelea fue fácil para Ali, quien eliminó a Coopman en el asalto número cinco. 
Después de la pelea con Ali, Coopman se convirtió en campeón europeo luego de vencer al vasco José Urtain. Dos meses después, en Amberes, perdió el título ante Lucien Rodríguez de Francia. Se retiró en 1980. Su última pelea oficial fue contra Cookie Wallace. 
En 1995 luchó contra Freddy De Kerpel mientras actuaba en la película Camping Cosmos. 
A partir de 2007, Coopman comenzó a pintar cuadros en óleo de boxeadores famosos. Se le dio un contrato para esculpir una estatua de su compañero belga Cyril Delannoit. 
Coopman fue el tema para "Lion", un homenaje irónico por el compositor Freddy Blohm. 

## Registro en el boxeo profesional
| 36 ganadas (20 por nocaut, 13 por decisión, 3 descalificaciones), 16 pérdidas (6 por nocaut, 9 por decisión, 1 descalificación), 2 empates |          |                         |      |        |            |                                               |                                                                                                 |
| Resultado | Registro | Oponente                | Tipo | Asalto | Date       | Location                                      | Notes                                                                                           |
| Empate | 36-16-2  | Freddy De Kerpel        | MD   | 6      | 05/04/1999 | Gante, Provincia de Flandes Oriental          | 57-57, 58-58, 57-58.                                                                            |
| Pérdida | 36-16-1  | Dragomir Milo Popovic   | TKO  | 5      | 16/05/1981 | Lieja                                         |                                                                                                 |
| Ganada | 36-15-1  | Vincenzo Pesapane       | TKO  | 3      | 03/04/1981 | Piacenza, Emilia-Romaña                       |                                                                                                 |
| Pérdida | 35-15-1  | Pierre Babo Kabassu     | PTS  | 8      | 25/12/1980 | Izegem, Provincia de Flandes Occidental       |                                                                                                 |
| Pérdida | 35-14-1  | Rudie Lubbers           | TKO  | 5      | 29/09/1980 | Energiehal, Róterdam                          |                                                                                                 |
| Pérdida | 35-13-1  | Albert Syben            | PTS  | 10     | 27/06/1980 | Molenbeek-Saint-Jean, Bruselas                |                                                                                                 |
| Pérdida | 35-12-1  | Winston Allenq          | KO   | 1      | 01/05/1980 | Izegem, Provincia de Flandes Occidental       |                                                                                                 |
| Ganada | 35-11-1  | Denton Ruddock          | PTS  | 10     | 02/02/1980 | Turnhout, Amberes                             |                                                                                                 |
| Pérdida | 34-11-1  | Avenamar Peralta        | PTS  | 10     | 25/12/1979 | Izegem, Provincia de Flandes Oriental         |                                                                                                 |
| Pérdida | 34-10-1  | George Butzbach         | PTS  | 10     | 01/11/1979 | Izegem, Provincia de Flandes Occidental       |                                                                                                 |
| Pérdida | 34-9-1   | Rudy Gauwe              | PTS  | 12     | 30/09/1978 | Turnhout, Amberes                             | Título de Peso Completo de Bélgica.                                                             |
| Ganada | 34-8-1   | Scotty Welsh            | DQ   | 1      | 02/09/1978 | Izegem, Provincia de Flandes Occidental       |                                                                                                 |
| Ganada | 33-8-1   | Mario Baruzzi           | TKO  | 6      | 22/04/1978 | La Louvière, Provincia de Henao               |                                                                                                 |
| Ganada | 32-8-1   | Santiago Alberto Lovell | TKO  | 3      | 11/02/1978 | Lieja                                         |                                                                                                 |
| Pérdida | 31-8-1   | Alfredo Evangelista     | KO   | 1      | 26/11/1977 | Bruselas                                      | Título de Peso Completo de la EBU.                                                              |
| Empate | 31-7-1   | Tony Moore              | PTS  | 10     | 01/11/1977 | Izegem, Provincia de Flandes Occidental       |                                                                                                 |
| Ganada | 31-7     | Kurt Luedecke           | PTS  | 10     | 09/09/1977 | Izegem, Provincia de Flandes Occidental       |                                                                                                 |
| Pérdida | 30-7     | Lucien Rodriguez        | UD   | 15     | 07/05/1977 | Amberes                                       | Título de Peso Completo de la EBU. 139-150, 139-150, 142-150.                                   |
| Ganada | 30-6     | José Manuel Urtain      | KO   | 4      | 12/03/1977 | Sportpaleis, Amberes                          | Título de Peso Completo de la EBU.                                                              |
| Pérdida | 29-6     | Lucien Rodriguez        | PTS  | 10     | 15/01/1977 | Bruselas                                      |                                                                                                 |
| Ganada | 29-5     | Neville Meade           | PTS  | 10     | 25/12/1976 | Izegem, Provincia de Flandes Occidental       |                                                                                                 |
| Ganada | 28-5     | Roy Wallace             | PTS  | 10     | 20/11/1976 | Lieja                                         |                                                                                                 |
| Ganada | 27-5     | George Jerome           | KO   | 4      | 01/11/1976 | Izegem, Provincia de Flandes Occidental       |                                                                                                 |
| Ganada | 26-5     | Hennie Thoonen          | TKO  | 6      | 09/10/1976 | Amberes                                       |                                                                                                 |
| Pérdida | 25-5     | Hennie Thoonen          | DQ   | 5      | 31/05/1976 | Ahoy Rotterdam, Róterdam                      |                                                                                                 |
| Ganada | 25-4     | Ba Sounkalo             | PTS  | 10     | 07/05/1976 | Izegem, Provincia de Flandes Occidental       |                                                                                                 |
| Pérdida | 24-4     | Muhammad Ali            | KO   | 5      | 20/02/1976 | Coliseo Roberto Clemente, Hato Rey            | Título Mundial de Peso Completo del CMB/AMB. Coopman fue noqueado a los 2:46 del quinto asalto. |
| Ganada | 24-3     | Lisimo Obutobe          | TKO  | 7      | 01/11/1975 | Izegem, Provincia de Flandes Occidental       |                                                                                                 |
| Ganada | 23-3     | Domingo Silveira        | PTS  | 10     | 04/10/1975 | Amberes                                       |                                                                                                 |
| Ganada | 22-3     | Terry Daniels           | DQ   | 7      | 17/05/1975 | Amberes                                       |                                                                                                 |
| Ganada | 21-3     | Karsten Honhold         | TKO  | 6      | 12/04/1975 | Menen, Provincia de Flandes Occidental        |                                                                                                 |
| Ganada | 20-3     | Jan Lubbers             | PTS  | 10     | 14/03/1975 | Brujas, Provincia de Flandes Occidental       |                                                                                                 |
| Ganada | 19-3     | Adriano Rosati          | TKO  | 5      | 21/02/1975 | Izegem, Provincia de Flandes Occidental       |                                                                                                 |
| Ganada | 18-3     | Charley Green           | KO   | 8      | 17/01/1975 | Gante, Provincia de Flandes Oriental          |                                                                                                 |
| Ganada | 17-3     | Vasco Faustino          | PTS  | 10     | 25/12/1974 | Izegem, Provincia de Flandes Occidental       |                                                                                                 |
| Ganada | 16-3     | Bernd August            | PTS  | 10     | 22/11/1974 | Gante, Provincia de Flandes Oriental          |                                                                                                 |
| Ganada | 15-3     | Lino Finotti            | KO   | 4      | 01/11/1974 | Izegem, Provincia de Flandes Occidental       |                                                                                                 |
| Ganada | 14-3     | Rocky Campbell          | KO   | 6      | 27/09/1974 | Turnhout, Amberes                             |                                                                                                 |
| Pérdida | 13-3     | Rudie Lubbers           | PTS  | 10     | 27/04/1974 | Gante, Provincia de Flandes Oriental          |                                                                                                 |
| Ganada | 13-2     | Ferenc Kristofcsak      | DQ   | 3      | 22/02/1974 | Roulers, Provincia de Flandes Occidental      |                                                                                                 |
| Ganada | 12-2     | Ireno Werleman          | KO   | 1      | 25/01/1974 | Izegem, Provincia de Flandes Occidental       |                                                                                                 |
| Ganada | 11-2     | Jean Belval             | PTS  | 6      | 23/12/1973 | Izegem, Provincia de Flandes Occidental       |                                                                                                 |
| Ganada | 10-2     | Horst Lang              | KO   | 3      | 16/11/1973 | Gante, Provincia de Flandes Oriental          |                                                                                                 |
| Ganada | 9-2      | Erwin Josefa            | KO   | 3      | 01/11/1973 | Izegem, Provincia de Flandes Occidental       |                                                                                                 |
| Ganada | 8-2      | Juan Rodriguez          | TKO  | 3      | 08/09/1973 | Izegem, Provincia de Flandes Occidental       |                                                                                                 |
| Pérdida | 7-2      | Ireno Werleman          | KO   | 2      | 18/05/1973 | Izegem, Provincia de Flandes Occidental       |                                                                                                 |
| Ganada | 7-1      | Ray Philippe            | KO   | 5      | 05/05/1973 | Gante, Provincia de Flandes Oriental          |                                                                                                 |
| Ganada | 6-1      | Ermanno Festorazzi      | PTS  | 6      | 16/03/1973 | Ingelmunster, Provincia de Flandes Occidental |                                                                                                 |
| Ganada | 5-1      | Gino Martinis           | PTS  | 6      | 16/02/1973 | Ingelmunster, Provincia de Flandes Occidental |                                                                                                 |
| Pérdida | 4-1      | Harald Skog             | PTS  | 6      | 25/01/1973 | Messehallen, Oslo                             |                                                                                                 |
| Ganada | 4-0      | Kilani Ramdani          | PTS  | 6      | 25/12/1972 | Izegem, Provincia de Flandes Occidental       |                                                                                                 |
| Ganada | 3-0      | Antonio Rimasti         | KO   | 4      | 08/12/1972 | Tournai, Provincia de Henao                   |                                                                                                 |
| Ganada | 2-0      | Siegfried Ackers        | TKO  | 2      | 01/11/1972 | Izegem, Provincia de Flandes Occidental       |                                                                                                 |
| Ganada | 1-0      | Norbert Suehrig         | TKO  | 3      | 29/09/1972 | Menen, Provincia de Flandes Occidental        |                                                                                                 |